# Karaiskakis FC
El Karaiskakis FC (en griego: ΠΑΕ Α.Ε. Καραϊσκάκης) es un equipo de fútbol de Grecia que juega en la Gamma Ethniki, tercera división de fútbol en el país.

## Historia
Fue fundado en el año 2012 en la ciudad de Arta luego de la fusión de los equipos AO Arta, Aetos Diasello y Omonoia Petra y en la temporada 2014/15 lograron el ascenso a la Gamma Ethniki por primera vez. En esa temporada estuvo cerca de lograr el ascenso a la Beta Ethniki, pero perdió el último partido de la temporada ante el AO Trikala 1-2.
En la temporada 2016/17 termina en segundo lugar de su grupo, pero luego de que el Agrotikos Asteras abandonara la Beta Ethniki por problemas financieros, consiguen el ascenso a la segunda división por primera vez en su historia.

## Palmarés
- Copa Gamma Ethniki: 1

2016-17
- EPS Artas Cup

2015-16

## Jugadores

### Equipo 2017/18
- Datos: Q16824260